# Mischocyttarus silvicola
Mischocyttarus silvicola är en getingart som beskrevs av Zikan 1949. Mischocyttarus silvicola ingår i släktet Mischocyttarus och familjen getingar. Inga underarter finns listade i Catalogue of Life.